# ذوالفقار بوتا
ذوالفقار بوتا (انگلیسی: Zulfiqar Bhutta؛ زادهٔ) پزشک بیماری‌های همه‌گیر اهل پاکستان و از دانش‌آموختگان انستیتوی کارولینسکا و استادان دانشگاه جانز هاپکینز است.